# Акаст
Акаст (на гръцки: Ακαστος) е син на Пелий, царя на Йолк, и Анаксибия.

## Легенда
Акаст е участник е в Калидонския лов и похода на Аргонавтите. След връщането му от Колхида, сестрите на Акаст, подучени от Медея, убиват баща си (сварили го в котел, вярвайки, че ще го подмладят). Тогава Акаст става цар на Йолк и изгонва от града Медея и Язон. Жени се за Астидамея, от която има две дъщери – Стеропа и Лаодамия.
Когато Пелей, по невнимание убил тъст си Евритион по време на Калидонския лов, получава убежище в Йолк. Жената на Акаст обаче се влюбва в него, но Пелей отхвърля любовта ѝ. Тогава Астидамея казала на Акаст, че Пелей се опитва да я изнасили. Вбесеният Акаст оставя Пелей без оръжие в Пелион, където живеели свирепите кентаври. Благодарение на Хирон, Пелей оцелява и като се завръща в Йолк убива Акаст и жена му.